# Betje Wery
Betje Wery, ook geschreven als Werij, (Rotterdam, 26 augustus 1920 - Ede, 16 oktober 2006) was een Nederlandse van Joodse afkomst. Ze collaboreerde  tijdens de Tweede Wereldoorlog met de Duitse bezettingsmacht.

## Levensloop
Betje was de oudste in een gezin van twee kinderen. Haar moeder was Joods en haar vader half-Joods. Ze volgde twee jaar de huishoudschool en drie jaar de Mulo. Begin 1940 werkte ze in een Bata-schoenenwinkel in haar woonplaats Rotterdam. Wery stond aanvankelijk geregistreerd als vol-Joods, maar vocht deze registratie met succes aan. Volgens haar was haar Joodse grootmoeder, geboren in 1864, een buitenechtelijk kind van een niet-Jood. Haar advocaat kwam met twee stokoude getuigen op de proppen, die beweerden dat "in 1864 iedereen in Gorcum wist dat Kaatje de onwettige dochter van De Vries was". De actie had succes, want haar status werd omgezet naar half-Joods.
In januari 1941 ontmoette Wery Franciscus Antonius Cornelis Tuerlings 1919-1943, met wie ze in september 1941 trouwde. Het stel ging in Vught wonen. Kort daarvoor was ze toegetreden tot de Rooms-Katholieke Kerk, zodat ze niet de status van "gemengd gehuwd" zou krijgen. Desondanks werd ze een jaar later opgepakt omdat ze geen ster droeg en naar Kamp Amersfoort gestuurd. Een dag later kwam ze vrij dankzij connecties van haar man. Ze wist een ' sper' te verkrijgen, waardoor ze voorlopig van deportatie was vrijgesteld. In mei 1943 kreeg ze officieel de status van half-Joods, zodat ze geen ster meer hoefde te dragen.
Haar man, die zich inliet met deviezensmokkel en zwarte handel in effecten en diamanten, overleed eind 1943 als gevolg van een auto-ongeluk. Door zijn misstappen kwam de bezetter bij Wery uit. Ze ging ermee akkoord om voor het Devisenschutzkommando (DSK) aan de slag te gaan als een zogeheten Vertrauens-Frau (V-Frau), een spionne. De DSK maakte jacht op zwarthandelaren en Joods vermogen.
Wery nam begin 1944 onder de naam Betje Tuerlings Werij haar intrek in een appartement in de Rubensstraat 26 in Amsterdam. Ze infiltreerde in het netwerk van zwarthandelaren van haar man en leverde verschillende van hen uit aan haar collega Dries Riphagen, een beruchte Jodenjager. Zelf ontving ze daarvoor een goed loon. In mei 1944 kwam ze in contact met de verzetsman Gerhard Badrian, een van de leiders van de Persoonsbewijzencentrale (PBC). Op 30 juni 1944 lokte Betje Badrian en twee collega's naar haar appartement. Badrian verzette zich en werd direct doodgeschoten door de Sicherheitsdienst. Zijn collega's Cornelis Arie Hartog en Frits Boverhuis werden gearresteerd. Vervolgens werd de hele PBC opgerold. Wery ontving duizend gulden als beloning. Het verzet verklaarde haar vogelvrij, waarop ze onderdook. Op haar onderduikadres kreeg ze regelmatig bezoek van SD-chef Willy Lages, met wie ze waarschijnlijk een seksuele relatie had.
Lages raadde Wery aan uit te wijken naar België. Zij arriveerde in augustus 1944 onder de naam Elisabeth Stips in Antwerpen en zette zich daar opnieuw in voor de DSK. In oktober 1944 verhuisde ze naar het inmiddels door de geallieerden ingenomen Brussel en kreeg daar een relatie met Oreste Pinto, het lokale hoofd van de Nederlandse contraspionagedienst. Ze verkreeg een bewijs van politieke betrouwbaarheid, onder andere omdat dankzij haar de dubbelspion Christiaan Lindemans (ook bekend onder zijn alias King Kong) was opgepakt. Toch viel ze door de mand en ze werd op 24 december 1944 gearresteerd en opgesloten in een klooster in Valkenburg. In augustus 1945 werd ze overgeplaatst naar het Huis van Bewaring in Amsterdam. Daar deelde ze een cel met Ans van Dijk en Jeanne Valkenburg.
Wery verscheen voor het Bijzonder Gerechtshof, dat in 1948 de doodstraf eiste. De rechter veroordeelde haar uiteindelijk tot levenslang, maar ze kwam in de jaren vijftig al vrij. In de gevangenis had ze de voormalige SD-er Mijndert Vonk, die voor moord was veroordeeld, leren kennen. Ze trouwden in november 1959 en kregen samen twee kinderen. Ze begonnen een huwelijksbemiddelingsbureau, eerst in Schiedam en vanaf 1967 in Ede, waar het gezin ook woonde. Wery kwam opnieuw in het nieuws toen ze eind 1979 alleenstaande vrouwen aanbracht voor het televisieprogramma TV-Privé van Henk van der Meijden. Daardoor kwam haar oorlogsverleden op straat te liggen. De TROS besloot Wery niet meer te vragen. 
Betje Wery stierf in 2006 en werd overleefd door haar man die in 2009 overleed.

## Film
In september 2016 ging Riphagen, een film over het leven van Dries Riphagen, in première. De film is gebaseerd op het gelijknamige boek van de journalisten Bart Middelburg en René ter Steege. Middelburg interviewde Wery in 1989 verschillende keren. In de film wordt Wery gespeeld door Anna Raadsveld.